# Downtown Records
Downtown Records est un label indépendant américain.

## Histoire
Le label est fondé en 2006 par Josh Deutsch, ancien vice-président Artists and Repertoire de Virgin Records, ayant également travaillé chez Elektra Records, Terence Lam, ancien directeur de la programmation de la chaîne musicale VH1, et John Josephson de la firme Allen & Company LLC.
Le duo Gnarls Barkley est la première signature du label. En 2006, leur premier single Crazy se classe numéro 1 des ventes au Royaume-Uni, leur album St. Elsewhere devient disque de platine et remporte deux Grammy Awards. Malgré ce succès les fondateurs du label déclarent ne pas se focaliser sur les ventes, surtout dans le cas de jeunes artistes, et préférer le développement à long terme.
Downtown Records s'est lancé dans l'édition musicale (publishing) en signant des contrats d'édition avec ses artistes. Le label place leur musique dans des séries télévisées et au cinéma et partage avec eux le revenu des droits d'auteur générés. Le catalogue de Downtown Music Publishing comprend également des chansons d'artistes comme 50 Cent, Kanye West et Aretha Franklin.
En 2007, Downtown lance RCRD LBL, une coentreprise avec Peter Rojas, fondateur du blog Engadget. Le label, qui opère uniquement sur le web, offre des fichiers mp3 gratuits et est financé par la publicité. En 2008, un partenariat avec l'agence de publicité DDB permet à Downtown Records de placer la musique de Santogold dans plusieurs spots publicitaires pour la bière Budweiser avant la sortie de son premier album.
Downtown Records a signé des accords de distribution avec Fontana Distribution, filiale d'Universal Music Group, et Atlantic Records. En France et en Europe, la distribution des productions de Downtown est notamment assurée par Cooperative Music. 

## Artistes
- Amanda Blank
- Art Brut
- Brett Dennen
- Carla Bruni
- Cold War Kids
- Crookers
- Cyndi Lauper
- Eagles of Death Metal
- Gnarls Barkley
- Jonathan Wilson
- Justice
- Kid Sister
- Lissy Trullie
- Major Lazer
- Mapei
- Miike Snow
- Scissor Sisters
- Mos Def
- MSTRKRFT
- Santigold
- Spank Rock
- White Denim